# 塞勒姆 (南达科他州)
塞勒姆（英語：Salem），是美国南达科他州下属的一座城市。根据2010年美国人口普查，该市有人口1,347人。2011年估计该市人口约有1,333人，年增长率为?1.04%。